# 弦楽四重奏曲第5番 (モーツァルト)
弦楽四重奏曲第5番 ヘ長調 K. 158 は、ヴォルフガング・アマデウス・モーツァルトが作曲した弦楽四重奏曲。6曲ある『ミラノ四重奏曲』のうちの4曲目であり、『ミラノ四重奏曲第4番』とも呼ばれる。

## 概要
前作の第4番（K. 157）と同じく、1772年末から1773年の初頭にミラノで作曲された。第2番（K. 155）と似ており、チェロのパートに弦のバスが並記されている。これは弦楽合奏を念頭に置いた作品である。そして終楽章にはメヌエットとトリオを置き、当時ミラノはウィーンの領土であったことへの敬意を表している。

## 曲の構成
全3楽章、演奏時間は約13分。第3番（K. 156）、第4番（K. 157）、第6番（K. 159）と同様に、第2楽章が短調で書かれており、多感な感情の表出が聴ける。
- 第1楽章 アレグロ
ヘ長調、4分の3拍子、ソナタ形式。
展開部では、それまでとは全く関係がない楽想（ユニゾンで始まる部分）が現れることで、聴き手の意表をつき、モーツァルトらしい絶妙な着想といえるものになっている。
- 第2楽章 アンダンテ・ウン・ポコ・アレグレット
イ短調、4分の4拍子、二部形式。
- 第3楽章 テンポ・ディ・メヌエット
ヘ長調 - ヘ短調、4分の3拍子。